# MIII (luchtschip)
De MIII was een luchtschip van Grosz-Basenach.
Na de bouw van de MII werd de kiel gelegd voor het vierde schip van Grosz-Basenach.  Het werd de MIII.  De MIII was een halfstar luchtschip en had een inhoud van 7800 m³.  Het schip werd, mede dankzij het feit dat Grosz majoor was in het Duitse leger, verkocht aan het leger en toegevoegd aan de sterkte van de luchtschepen van het Luftschifferbataillon bij Berlijn Reinikendorf.

## Gegevens
|                  | MIII                             |
| volume:          | 7800 m³ waterstof, later 9000 m³ |
| Lengte:          | 81,5 m, later 83,3 m             |
| Diameter:        | 13 m                             |
| Gebruik:         | Militair                         |
| Motoren:         | 4 Körting-motoren van 75 pk      |
| Maximumsnelheid: | 59 km/u, later 68 km/u           |
| Eerste vaart:    | 31 december 1909                 |